# ŁKS Łódź w sezonie 1997/1998
Sezon 1997/1998 był 61. sezonem spędzonym przez Łódzki Klub Sportowy w Ekstraklasie.

## Zarys sezonu
Przed rozpoczęciem sezonu 1997/1998 w ŁKS-ie zaszło kilka istotnych zmian. Z jednej strony drużynę opuścił podstawowy rozgrywający, Maciej Terlecki, który odszedł do rywala zza miedzy, Widzewa. Z drugiej nastąpił powrót do klubu ludzi związanych z nim od lat – na stadionie przy al. Unii Lubelskiej 2 ponownie zameldowali się dwaj napastnicy Tomasz Cebula i Marek Saganowski oraz były trener Ryszard Polak, który został asystentem Marka Dziuby. Do drużyny trafili także Zbigniew Wyciszkiewicz (w ramach rozliczenia za transfer Macieja Terleckiego) oraz aż 4. nowych zawodników z Brazylii.

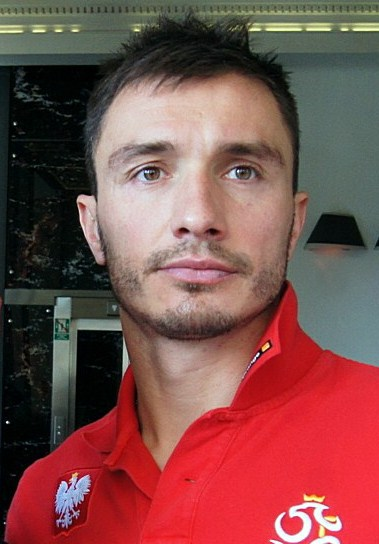
Marek Saganowski – czołowy zawodnik ŁKS-u w sezonie 1997/98

Początek rundy jesiennej nie był zbyt udany dla łodzian. W 3. pierwszych meczach wywalczyli jedynie 3 „oczka” (wygrana z Zagłębiem 1:0). Przełamanie nastąpiło w 4. serii – ŁKS pokonał na wyjeździe Odrę 2:1, mimo tego, że na 10 min. przed końcem przegrywał 0:1. Kolejne trzy spotkania przyniosły trzy wygrane. Po 8. kolejce i nieoczekiwanym remisie z Dyskobolią nastąpiła zmiana na stanowisku I trenera – Marka Dziubę zastąpił Ryszard Polak. Dziuba pozostał w klubie na stanowisku asystenta. Jak się miało okazać obaj panowie jeszcze raz zamienili się miejscami w trakcie sezonu (druga taka sytuacja miała miejsce na wiosnę).
Jesień ŁKS zakończył „na pudle”, ustępując miejsca w ligowej tabeli jedynie Widzewowi i Legii. Na słowa uznania zasłużył zwłaszcza Tomasz Kłos, podstawowy obrońca, który w 16 spotkaniach strzelił aż 8 bramek, przez chwilę będąc liderem klasyfikacji najskuteczniejszych strzelców ekstraklasy. W nagrodę za bardzo dobrą grę otrzymał on tytuł Odkrycia Roku 1997, w ramach plebiscytu redakcji popularnego tygodnika Piłka Nożna.
W trakcie przerwy zimowej klub został poważnie wzmocniony – po kilku latach gry we Francji do Łodzi powrócił ulubieniec kibiców, Tomasz Wieszczycki. Oprócz niego do klubu trafili Nigeryjczyk Darlington Omodiagbe, Ariel Jakubowski z Polonii Gdańsk oraz Zbigniew Wyciszkiewicz, który po zaledwie dwumiesięcznym wypożyczeniu do Royalu Antwerp ponownie przywdział koszulkę z przeplatanką na piersi.
Rundę rewanżową Rycerze Wiosny rozpoczęli w efektownym stylu, wygrywając na wyjeździe 4:2 z Zagłębiem. Hat-trick’iem w tym meczu popisał się Marek Saganowski. Wychowanek ŁKS-u wystąpił jeszcze w 4. spotkaniach, w których strzelił 2. bramki, po czym uległ wypadkowi motocyklowemu, który wyeliminował go z gry do końca sezonu. Mimo tego poważnego osłabienia łodzianie radzili sobie bardzo dobrze. Odżył Mirosław Trzeciak, król strzelców z poprzedniego sezonu, który w rundzie jesiennej strzelił tylko jedną bramkę. Na wiosnę był zdecydowanie skuteczniejszy. W sumie strzelił 8 bramek, notując na swoim koncie hat-trick w wygranym w stolicy meczu z Polonią, jednym z głównych rywali do tytułu mistrzowskiego.
Decydującym o drugim w historii Łódzkiego Klubu Sportowego mistrzostwie Polski spotkaniem był mecz z KSZO Ostrowiec Świętokrzyski na kolejkę przed zakończeniem rozgrywek ekstraklasy. Łodzianie wygrali 1:0 po bramce wychowanka klubu, Tomasza Wieszczyckiego w 52. minucie.
Poniżej fragment relacji z tego historycznego spotkania, z Przeglądu Sportowego:

W przerwie, w szatni ŁKS nastąpiła „burza mózgów”. Nie z tego tytułu, że łodzianie grali źle. Zapomnieli jak należy karcić przeciwników, którzy w zapamiętaniu atakowali bramkę Wyparły, niemalże bez zabezpieczenia własnego przedpola. Poskutkowało. W 52 minucie meczu „Rycerze Wiosny” zostali (jak się potem okazało) mistrzami Polski. Członek reprezentacji Nigerii, notabene jeden z najlepszych piłkarzy spotkania, Omodiagbe Darlington wielkimi susami ruszył do przodu. „Zostawił na plecach” obrońców, podał w tempo do Tomasza Wieszczyckiego. I stało się. Goście prowadzili 1:0.(...) Po końcowym gwizdku sędziego nikt nie opuścił miejsc. Miejscowi działacze oraz kibice bili brawo. Chwała im za to! Może kiedyś również na swoim obiekcie będą świętowali taki sukces! W szatni szampan lał się za szampanem! Zbigniew Wyciszkiewicz zdzierał gardło. To jego trzeci tytuł mistrzowski i jest rekordzistą! „Sagan” potrząsał kulą i razem z kolegami wyśpiewywał: „Ole, Ole mistrzem ŁKS”. (...) Piłkarze fetowali tytuł wraz z tysiącem fanów, a potem wszyscy wrócili do Łodzi. Na stadionie przy al. Unii Lubelskiej 2 czekały, mimo bardzo późnej pory, kolejne dwa tysiące osób. Wiwatujący tłum porwał zawodników, trenerów, cały sztab i działaczy do hali ŁKS. Tam śpiewano przez wiele godzin i w kółko ciągle to samo: „Sto lat”, „Mistrzem Polski ŁKS”, „Kto Mistrzem jest? Kto Mistrzem jest? Oczywiście, że ŁKS! Kto to pamięta, kto to przeżył, ten bez względu na wszystko, pozostanie Ełkaesiakiem do końca życia.

## Skład

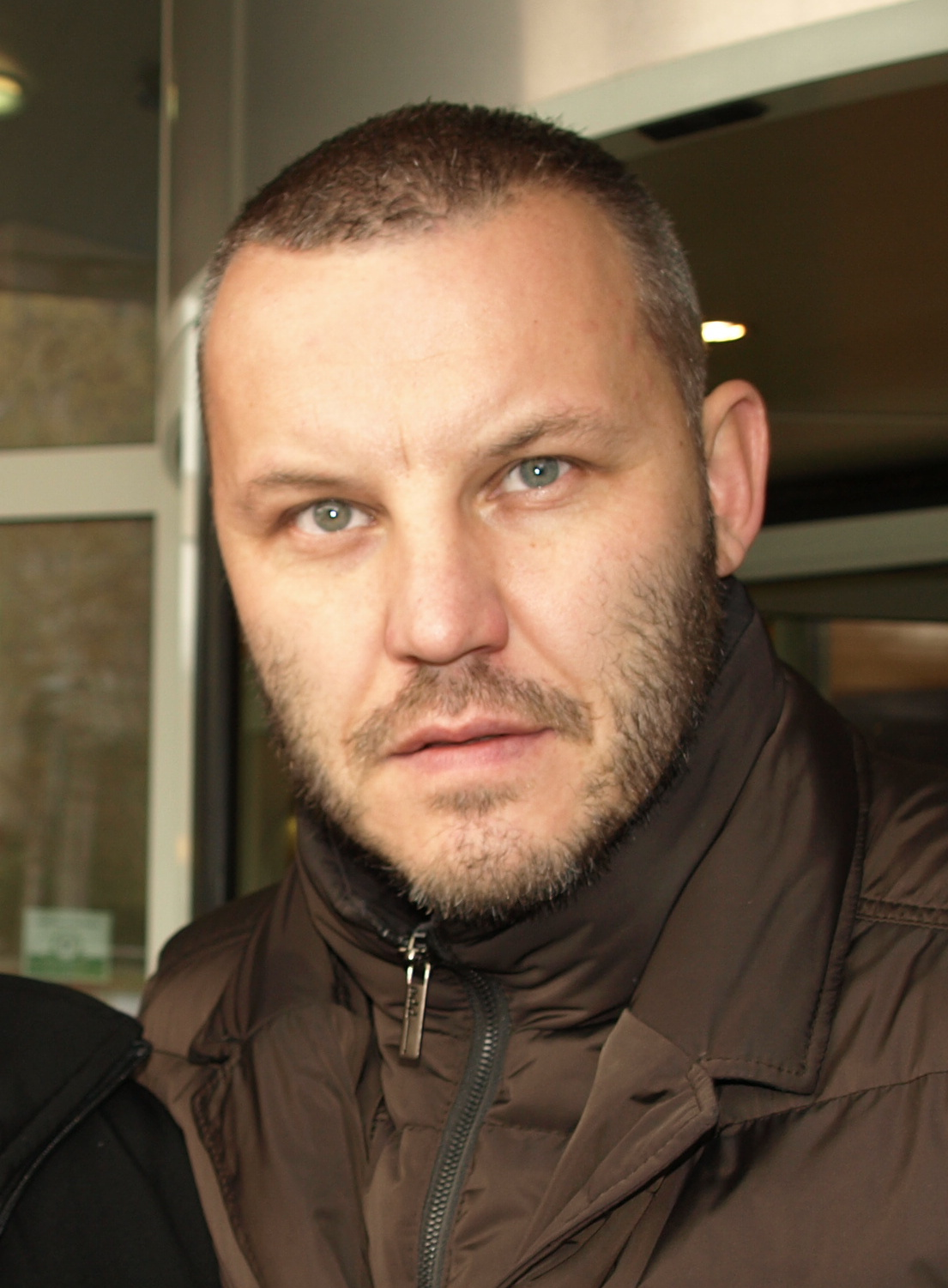
Tomasz Kłos – Podstawowy obrońca ŁKS-u, strzelec 9 bramek w sezonie, zdobywca nagrody Odkrycie Roku 1997 w plebiscycie tygodnika PN

| Imię i nazwisko           | Numer | Kraj     | Pozycje | Data urodzenia | Poprzedni klub                         |
| Bramkarze                 |       |          |         |                |                                        |
| Bogusław Wyparło          | 1     | Polska   | BR      | 1974           | Sokół Tychy                            |
| Tomasz Szczerbicki        | 12    | Polska   | BR      | 1978           | Piotrcovia Piotrków Trybunalski        |
| Michał Sławuta            | –     | Polska   | BR      | 1977           | wychowanek                             |
| Obrońcy                   |       |          |         |                |                                        |
| Tomasz Kłos               | 2     | Polska   | OB      | 1973           | Boruta Zgierz                          |
| Tomasz Kos                | 3     | Polska   | OB      | 1974           | Sokół Tychy                            |
| Witold Bendkowski         | 4     | Polska   | OB      | 1961           | Yukong Elephants                       |
| Rafał Pawlak              | 7     | Polska   | OB      | 1975           | Śląsk Wrocław; wychowanek              |
| Tomasz Romaniuk           | 14    | Polska   | OB      | 1974           | Ślęza Wrocław                          |
| Mauro Sérgio da Silva     | –     | Brazylia | OB      | 1978           | Ponte Preta Campinas                   |
| Fernando Batista          | –     | Brazylia | OB      | 1979           | Cruzeiro EC                            |
| Pomocnicy                 |       |          |         |                |                                        |
| Tomasz Lenart             | 5     | Polska   | PO      | 1969           | Pilica Tomaszów Mazowiecki; wychowanek |
| Grzegorz Krysiak          | 6     | Polska   | PO      | 1969           | Boruta Zgierz                          |
| Daniel Treściński         | 8     | Polska   | PO      | 1978           | Zagłębie Sosnowiec                     |
| Rafał Niżnik              | 9     | Polska   | PO      | 1974           | Okocimski Brzesko                      |
| Rodrigo Jose Carbone      | 15    | Brazylia | PO      | 1974           | Fluminense FC                          |
| Darlington Omodiagbe      | 16    | Nigeria  | PO      | 1974           | Polonia Gdańsk                         |
| Ariel Jakubowski          | 17    | Polska   | PO      | 1977           | Polonia Gdańsk                         |
| Zbigniew Wyciszkiewicz    | 19    | Polska   | PO      | 1969           | Widzew Łódź                            |
| Tomasz Wieszczycki        | 33    | Polska   | PO      | 1971           | Le Havre AC; wychowanek                |
| Saulo Pereira de Carvalho | –     | Brazylia | PO      | 1971           | ?                                      |
| Kacper Derczyński         | –     | Polska   | PO      | 1980           | wychowanek                             |
| Napastnicy                |       |          |         |                |                                        |
| Marek Saganowski          | 10    | Polska   | NA      | 1978           | Hamburger SV; wychowanek               |
| Mirosław Trzeciak         | 11    | Polska   | NA      | 1968           | Maccabi Tel Awiw                       |
| Daniel Dubicki            | 20    | Polska   | NA      | 1975           | Bałtyk Gdynia                          |
| Austin Hamlet             | 21    | Nigeria  | NA      | 1979           | Enugu Rangers                          |
| Tomasz Cebula             | 25    | Polska   | NA      | 1966           | Hapoel Ironi Riszon le-Cijjon          |

## Transfery

### Do klubu
| Runda    | Pozycja | Piłkarz                   | Z klubu                       | Uwagi         |
| -------- | ------- | ------------------------- | ----------------------------- | ------------- |
| jesienna | PO      | Zbigniew Wyciszkiewicz    | Widzew Łódź                   |               |
| jesienna | NA      | Marek Saganowski          | Hamburger SV                  | powrót z wyp. |
| jesienna | NA      | Austin Hamlet             | Enugu Rangers                 |               |
| jesienna | NA      | Tomasz Cebula             | Hapoel Ironi Riszon le-Cijjon |               |
| jesienna | PO      | Rodrigo Jose Carbone      | Fluminense FC                 |               |
| jesienna | OB      | Mauro Sérgio da Silva     | Ponte Preta Campinas          |               |
| jesienna | PO      | Saulo Pereira de Carvalho | ?                             |               |
| jesienna | OB      | Fernando Batista          | Cruzeiro EC                   |               |
| wiosenna | PO      | Zbigniew Wyciszkiewicz    | Royal Antwerp                 | powrót z wyp. |
| wiosenna | PO      | Darlington Omodiagbe      | Polonia Gdańsk                |               |
| wiosenna | PO      | Ariel Jakubowski          | Polonia Gdańsk                |               |
| wiosenna | PO      | Tomasz Wieszczycki        | Le Havre AC                   |               |

### Z klubu
| Runda    | Pozycja | Piłkarz                         | Do klubu                        | Uwagi                |
| -------- | ------- | ------------------------------- | ------------------------------- | -------------------- |
| jesienna | PO      | Maciej Terlecki                 | Widzew Łódź                     | cena: 600 tys. DM    |
| jesienna | PO      | Krzysztof Przała                | Zawisza Bydgoszcz               |                      |
| jesienna | NA      | Ireneusz Komar                  | Chemik Police                   |                      |
| jesienna | PO      | Rodrigo Jorge Vieira Ribeiro    | Fortuna Düsseldorf              | cena: ponad 1 mln DM |
| jesienna | NA      | Ricardo Sousa de Moraes         | ?                               |                      |
| jesienna | PO      | Rodrigo Gonçalves do Nascimento | ?                               |                      |
| jesienna | OB      | Fernando Batista                | Świt Nowy Dwór Mazowiecki       |                      |
| jesienna | PO      | Saulo Pereira de Carvalho       | Polonia Gdańsk                  |                      |
| jesienna | OB      | Tomasz Romaniuk                 | Polonia Gdańsk                  |                      |
| jesienna | NA      | Marcin Danielewicz              | Polonia Gdańsk                  | wyp.                 |
| jesienna | PO      | Daniel Treściński               | Polonia Gdańsk                  | wyp.                 |
| jesienna | OB      | Sérgio Batata                   | Piotrcovia Piotrków Trybunalski | wyp.                 |
| jesienna | PO      | Zbigniew Wyciszkiewicz          | Royal Antwerp                   | wyp.                 |
| wiosenna | PO      | Daniel Treściński               | Polonia Gdańsk                  | wyp.                 |
| wiosenna | NA      | Daniel Dubicki                  | Wisła Kraków                    |                      |

## Rozgrywki

### Ekstraklasa

#### Tabela na zakończenie sezonu (pierwsza trójka)
| Lp. | Klub             | Mecze | Zwycięstwa | Remisy | Porażki | Bramki Zdobyte | Bramki Stracone | Punkty |
| --- | ---------------- | ----- | ---------- | ------ | ------- | -------------- | --------------- | ------ |
| 1   | ŁKS Łódź         | 34    | 19         | 9      | 6       | 52             | 23              | 66     |
| 2   | Polonia Warszawa | 34    | 18         | 9      | 7       | 46             | 30              | 63     |
| 3   | Wisła Kraków     | 34    | 18         | 7      | 9       | 50             | 30              | 61     |

#### Runda jesienna
| kolejka | przeciwnik                       | Dom/Wyjazd | wynik | bramki                                                                         |
| 1       | Zagłębie Lubin                   | D          | 1:0   | Grzegorz Krysiak 55'                                                           |
| 2       | Górnik Zabrze                    | W          | 1:3   | Tomasz Kłos 86'                                                                |
| 3       | Wisła Kraków                     | D          | 0:1   | brak                                                                           |
| 4       | Odra Wodzisław Śląski            | W          | 2:1   | Tomasz Kłos 80', Marek Saganowski 89'                                          |
| 5       | Raków Częstochowa                | D          | 2:1   | Rodrigo Jose Carbone 40', Tomasz Kłos 87' (karny)                              |
| 6       | Ruch Chorzów                     | W          | 2:0   | Rodrigo Jose Carbone 11', Zbigniew Wyciszkiewicz 28'                           |
| 7       | Polonia Warszawa                 | D          | 2:0   | Tomasz Kłos 72' (karny), Rafał Niżnik 78'                                      |
| 8       | Dyskobolia Grodzisk Wielkopolski | W          | 0:0   | brak                                                                           |
| 9       | Pogoń Szczecin                   | D          | 1:1   | Tomasz Kłos 15'                                                                |
| 10      | Stomil Olsztyn                   | W          | 3:1   | Marek Saganowski 26', Rodrigo Jose Carbone 35', Tomasz Kłos 85'                |
| 11      | Petrochemia Płock                | D          | 5:0   | Marek Saganowski 14', 56', Rodrigo Jose Carbone 26', 71', Grzegorz Krysiak 52' |
| 12      | Amica Wronki                     | W          | 1:0   | Rodrigo Jose Carbone 27'                                                       |
| 13      | GKS Katowice                     | D          | 0:0   | brak                                                                           |
| 14      | Legia Warszawa                   | W          | 1:1   | Tomasz Kłos 17'                                                                |
| 15      | Widzew Łódź                      | D          | 2:3   | Mirosław Trzeciak 34', Marek Saganowski 64'                                    |
| 16      | KSZO Ostrowiec Świętokrzyski     | D          | 3:0   | Marek Saganowski 35', Tomasz Kłos 75' (karny), Rodrigo Jose Carbone 79'        |
| 17      | Lech Poznań                      | W          | 0:1   | brak                                                                           |

#### Runda wiosenna
| kolejka | data                             | przeciwnik | Dom/Wyjazd | wynik                                                           |
| 18      | Zagłębie Lubin                   | W          | 4:2        | Rodrigo Jose Carbone 45', Marek Saganowski 47', 54', 74'        |
| 19      | Górnik Zabrze                    | D          | 2:0        | Tomasz Wieszczycki 49', Marek Saganowski 85'                    |
| 20      | Wisła Kraków                     | W          | 0:1        | brak                                                            |
| 21      | Odra Wodzisław Śląski            | D          | 2:0        | Rodrigo Jose Carbone 4', Marek Saganowski 87'                   |
| 22      | Raków Częstochowa                | W          | 1:0        | Tomasz Wieszczycki 53'                                          |
| 23      | Ruch Chorzów                     | D          | 0:0        | brak                                                            |
| 24      | Polonia Warszawa                 | W          | 3:0        | Mirosław Trzeciak 8', 48', 90'                                  |
| 25      | Dyskobolia Grodzisk Wielkopolski | D          | 0:0        | brak                                                            |
| 26      | Pogoń Szczecin                   | W          | 2:1        | Mirosław Trzeciak 42', 70'                                      |
| 27      | Stomil Olsztyn                   | D          | 3:1        | Mirosław Trzeciak 18', Rafał Niżnik 25', 32'                    |
| 28      | Petrochemia Płock                | W          | 1:1        | Tomasz Lenart 36'                                               |
| 29      | Amica Wronki                     | D          | 2:0        | Tomasz Kos 47' Tomasz Lenart 74'                                |
| 30      | GKS Katowice                     | W          | 2:2        | Darlington Omodiagbe 11', Mirosław Trzeciak 28'                 |
| 31      | Legia Warszawa                   | D          | 3:0        | Tomasz Kłos 4' (karny), Mirosław Trzeciak 67', Rafał Niżnik 89' |
| 32      | Widzew Łódź                      | W          | 0:0        | brak                                                            |
| 33      | KSZO Ostrowiec Świętokrzyski     | W          | 1:0        | Tomasz Wieszczycki 52'                                          |
| 34      | Lech Poznań                      | D          | 0:2        | brak                                                            |

### Puchar Polski
Po raz trzeci z rzędu piłkarze Łódzkiego Klubu Sportowego odpadli po zaledwie jednym rozegranym meczu w ramach Pucharu Polski. Tym razem nie sprostali drugoligowemu Górnikowi Łęczna (porażka na wyjeździe 0:1).

## Statystyki

### Najwięcej rozegranych meczów
- 34 – Bogusław Wyparło, Witold Bendkowski (obaj w pełnym wymiarze czasowym[13][14])
- 32 – Tomasz Kos, Mirosław Trzeciak, Rafał Pawlak
- 31 – Tomasz Kłos
- 29 – Tomasz Lenart
- 28 – Rodrigo Jose Carbone

### Strzelcy
- 11 bramek – Marek Saganowski

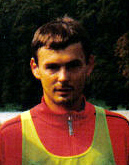
Mirosław Trzeciak – 9 bramek w sezonie 1997/1998

- 9 bramek – Tomasz Kłos, Mirosław Trzeciak, Rodrigo Jose Carbone
- 4 bramki – Rafał Niżnik
- 3 bramki – Tomasz Wieszczycki
- 2 bramki – Grzegorz Krysiak, Tomasz Lenart
- 1 bramka – Darlington Omodiagbe, Zbigniew Wyciszkiewicz, Tomasz Kos

#### Hat-tricki
| Lp. | Gracz             | Spotkanie              | Rezultat | Rozgrywki | Kolejka/Runda | Data             |
| --- | ----------------- | ---------------------- | -------- | --------- | ------------- | ---------------- |
| 1.  | Marek Saganowski  | Zagłębie Lubin – ŁKS   | 2:4      | 1997/1998 | 18.           | 8 marca 1998     |
| 2.  | Mirosław Trzeciak | Polonia Warszawa – ŁKS | 0:3      | 1997/1998 | 24.           | 11 kwietnia 1998 |